# Clover (criatura)
Clover é o monstro gigante fictício da série de filmes antalógicos de ficção científica Cloverfield. Apareceu pela primeira vez no filme de 2008 homônimo.
A criatura foi concebida originalmente pelo produtor J. J. Abrams, e projetada pelo artista Neville Page. Após o lançamento do filme o monstro se tornou o assunto de uma série de mangás, Cloverfield/Kishin, que serve de prelúdio para o filme. Com a ascensão a sua popularidade, Cloverfield serviu de inspiração para outras personagens do género, obtendo uma base de fãs sólidos e contribuindo na construção de outras criaturas bestiais do gênero de filmes de sci-fi.

## História

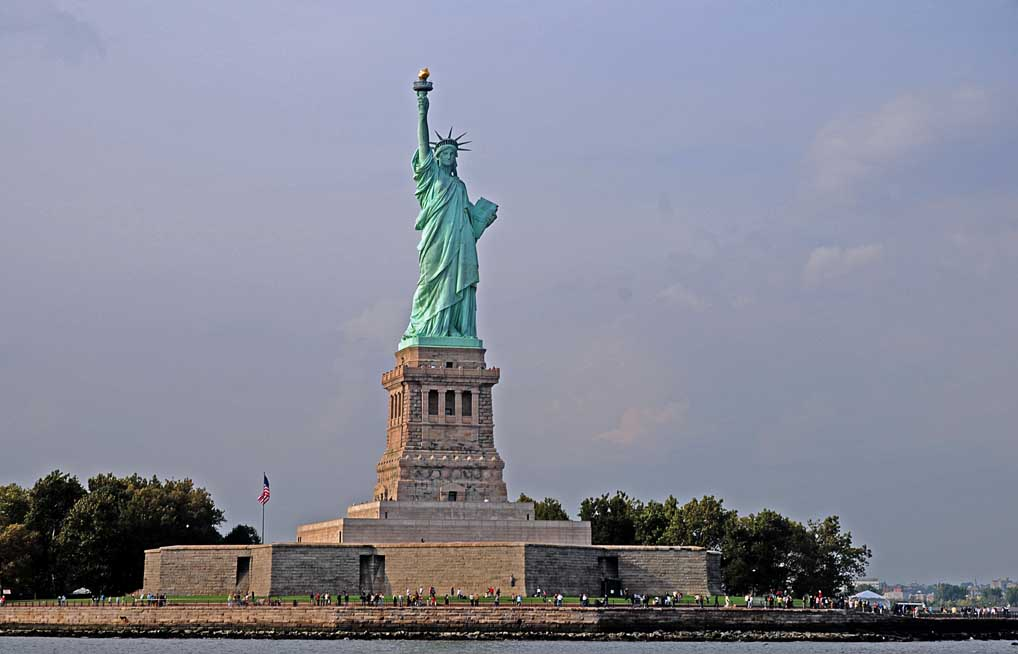
A Ilha da Liberdade tornou-se o local de origem do personagem, que emergiu do Porto e atacou a cidade de Nova Iorque, decepando a cabeça da Estátua da Liberdade.

### Origens e evolução
É controversa a narrativa que remonta os primórdios da criatura, J. J. Abrams confessa que não revelar a história de origem do personagem foi uma ideia estratégica para aguçar ainda mais a curiosidade dos telespectadores, uma alternativa para que eles estivessem sofrendo das mesmas circunstâncias que os sobreviventes do filme, sem conhecimento de nada do que ocorre em sua volta.
Há explanação, conseguinte dos fatos abordados nas campanhas de marketing viral, conjectura que o monstro saiu das águas do Porto de Nova Iorque na noite de quinta-feira, 22 de maio de 2008. O monstro nunca é chamado pelo nome no filme; o nome "Cloverfield" é dado pelo Departamento de Defesa dos Estados Unidos ao arquivo que fala dos incidentes mostrados no desenrolar do longa.

"(...) na parte baixa de Manhattan, na baía de Nova York, fomos informados de que um petroleiro embocou em plena baía perto da Estátua da Liberdade, repetindo, não há como saber se há ligação entre os fatos (...)" 

—Roma Torre, âncora da NY1 News, no filme.

### Cloverfield
Em torno do decorrer do filme, Rob Hawkins (Michael Stahl-David) comemora junto a seus amigos sua festa de despedida em seu apartamento por volta das onze da noite, quando repentinamente sentem um estrondo propagar pelas ruas de Nova Iorque – como um rápido terremoto. A cidade acaba sofrendo uma breve queda de energia no processo. A imprensa local informa que um navio petroleiro naufragou perto da Ilha da Liberdade, porém sem novas informações do motivo do acidente. Enquanto os jovens assistem o noticiário, a construção balança e rugidos animalescos são ouvidos do lado de fora.
Curiosos para saber o que está acontecendo, Rob e um grande número de convidados da festa sobe para o terraço do edifício, onde observam uma grande explosão vinda do Porto de Nova Iorque e Nova Jérsia, estreitos da Upper New York Bay. Logo são forçados a correrem para as ruas, já que os detritos acabam atingindo o prédio e construções próximas. Chegando a um condado perto da Whitehall Street, uma multidão começa a debater as causas do evento quando, subitamente, a cabeça da estátua da Liberdade, arranhada e danificada, é arremessada do distrito de Manhattan e colide próximo a eles. Ao mesmo instante em que Hud (T. J. Miller) registra o que parece ser um animal gigante, a vários quarteirões de distância, andando pelos escombros dos prédios, fazendo com que o Edifício Woolworth se colapsasse no processo. Os eventos resultam em uma grande coluna de fumaça e fuligem que invade o ambiente. Entre as nuvens de poeira, o grupo se abriga em uma loja popular, ouvindo a criatura caminhando pelo subúrbio.
Marlena (Lizzy Caplan) comenta ter visto o ser devorando quem estava em seu caminho. Mais tarde, durante a evacuação da cidade sobre o Rio East, a cauda da criatura destrói a Ponte do Brooklyn, matando várias pessoas. As notícias mostram a 42ª Divisão de Infantaria da Guarda Nacional Americana atacando o monstro. Criaturas parasitas menores caem de seu corpo e atacam pedestres e soldados próximos. Às 3h17, ocorre um combate entre a criatura e o exército próximo ao metrô. Algumas horas depois, Clover é visto na Estação Grand Central, local de evacuação controlada pelo Corpo de Fuzileiros Navais dos Estados Unidos.

## Aparições em marketing viral
O monstro fictício de Cloverfield teve sua primeira referência no marketing viral do filme de 2008, incluindo uma gravação de seu rugido, fotos sobre o ataque de um monstro e imagens de sonar. A criatura fez sua primeira aparição completa em Cloverfield, aonde é vista devastando a cidade de Nova Iorque e é combatida pelo exército dos Estados Unidos. Também é vista em uma série de mangas de quatro partes chamada Cloverfield/Kishin de Yoshiki Togawa, que serve de prelúdio para o filme.
No manga uma conexão é implícita entre o protagonista Kishin Aiba, sua mãe falecida, e a criatura.

## Conceito e criação

### Antecedentes e desenvolvimento
A ideia inicial do projeto veio do diretor e roteirista J. J. Abrams em 2006, quando estava visitando uma loja de brinquedos e action figures no Japão com seu filho, Henry Abrams, promovendo o filme "Missão Impossível III"; na loja, ele encontrou numerosos bonecos articulados do monstro Godzilla.
O produtor percebeu que os Estados Unidos deveriam ter seu próprio monstro comparado ao kaiju japonês, sem que houvesse semelhança ao King Kong, monstro também de autoria estado-unidense, mas que não representava a figura aterradora de uma criatura gigante. Abrams explicou: "Eu queria algo que fosse apenas intenso e insano", e com essa ideia, começou a desenvolver o projeto original em fevereiro de 2007 com o roteirista americano Drew Goddard, que contribuiu principalmente na narrativa que envolvia o personagem.
A criatura foi introduzida no filme de 2008 Cloverfield dirigida por Matt Reeves e escrito por Drew Goddard. Abrams descreveu a criatura como um "bebê" que permaneceu sob a água por centenas de anos até que emerge "Confuso, desorientado e irritado". Goddard atestou que a falta de explicação da origem da criatura no filme é proposital. Reeves descreveu a reação da criatura aos arredores, "É um novo ambiente que ele acha assustador". Para detalhar isso Reeves sugeriu a adição de branco nos olhos da criatura para se assemelhar aos olhos de um cavalo nervoso. Os criadores do filme também tiveram a ideia de adicionar parasitas que caem do monstro, porque o filme não poderia mostrar realisticamente cenas entre os protagonistas humanos e a enorme criatura.

### Caracterização e design do personagem

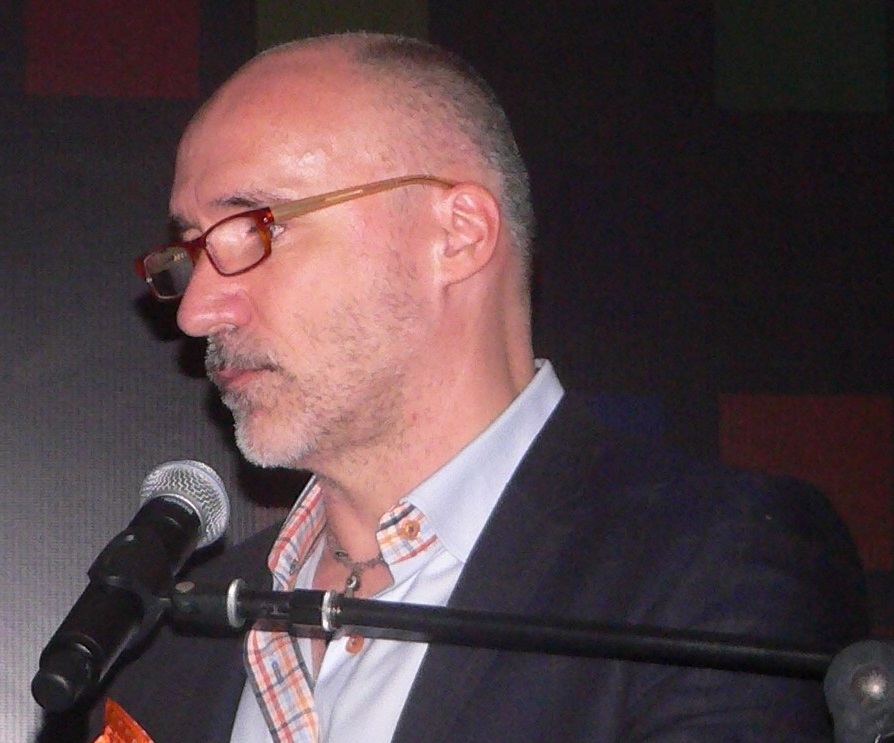
Neville Page, artista britânico responsável no designer do personagem, na Comic Con Experience de 2014. São Paulo, Brasil.

A criatura foi desenvolvida artisticamente pelo desenhista Neville Page. Ele procurou uma biologia racional para a criatura, porem muitas de suas ideias não foram para a tela. Page desenvolveu a criatura como imatura e sofrendo de grande ansiedade. Ele comparou a criatura a um elefante enfurecido, dizendo "Nada é mais assustador do que algo enorme e nervoso". Os efeitos especiais da criatura na tela foram criados pelo supervisor de efeitos visuais Kevin Blank e pela empresa Tippett Studio. Blank descreveu o propósito pretendido para a criatura, "Em vez de um monstro com personalidade (como Godzilla e King Kong), este é mais como um evento ou entidade".
Embora "apenas um bebê", a gigantesca criatura de aproximadamente 106 metros (350 pés), é altamente resistente a projéteis e armas de fogo, incluindo fuzis, canhões, mísseis, bazucas e vários tipos de explosivos, sofrendo aparentemente nenhum dano visível mesmo de artilharia de tanques e bombardeios capazes de explodir vários quarteirões.
A criatura é coberta de parasitas que causam irritação em sua pele e se alimentam de seu sangue. Abrams descreveu os parasitas como "Horríveis criaturas do tamanho de cães que se espalham pela cidade aumentando o pesadelo"; Reeves adiciona, "Os parasitas possuem um natureza voraz, simbiôntica, caminham como caranguejos. Têm o temperamento de um cachorro, habilidade de escalar paredes e grudar a objetos."
O desenhista Neville Page, em resposta às acusações que a criatura é muito semelhante ao monstro do filme sul-coreano de 2006, O Hospedeiro, respondeu, "Eles são similares na devastação que causam e origem na água, porém o resultado final é muito diferente. Porém eu tenho que admitir que quando eu vi a arte conceitual, há varias óbvias similaridades, porem eu acho que ambos mostram possibilidades biológicas"

## Recepção crítica
Chris Vognar, do The Dallas Morning News, aplaudiu a aparência da criatura como cinematográfica
A emoção aqui não está na criatura, mas em como ela é revelada. Primeiro vemos o que ela é capaz de fazer. Então vemos uma cauda aqui, um braço lá. Os "caranguejos-aranha" anunciam sua presença com autoridade. Assim, uma vez que os atos iniciais estão finalizados, e Manhattan está em ruínas, o grande monstro está pronto para seu close-up.
https://extra.globo.com/tv-e-lazer/cloverfieldmonstro-eletrizante-passeio-de-montanha-russa-com-trem-fantasma-459753.html

## Impacto na cultura popular

### Em outras mídias
- Apareceu na série de televisão americana MAD, da Cartoon Network, outubro de 2010. Reinterpretado como Clifford, o Gigante Cão Vermelho, estrelas de vários shows do Disney Channel e Nickelodeon, bem como o elenco de Vila Sésamo, são atacados pelo monstro radioativo.[12]

http://www.hollywoodreporter.com/search/Cloverfield?page=24&solrsort=created%20desc